# Chen Ying
Chen Ying (陳 穎T, Chén YǐngP; Pechino, 4 novembre 1977) è una tiratrice a segno cinese, vincitrice di una medaglia d'oro ai Giochi olimpici di Pechino 2008.

## Palmarès

### Giochi olimpici
- 2 medaglie:
  - 1 oro (pistola 25 metri a Pechino 2008).
  - 1 argento (pistola 25 metri a Londra 2012).

### Campionati mondiali
- 2 medaglie:
  - 1 oro (pistola 25 metri a Zagabria 2006).
  - 1 bronzo (pistola 25 metri a Lahti 2002).

### Campionati asiatici
- 3 medaglie:
  - 2 ori (pistola 25 metri a Kuwait City 2007; pistola 25 metri a Doha 2012).
  - 1 argento (pistola 10 metri aria compressa a Doha 2012).

### Giochi asiatici
- 2 medaglie:
  - 2 ori (pistola 25 metri a Busan 2002; pistola 25 metri a Doha 2006).